# 렌코 차트

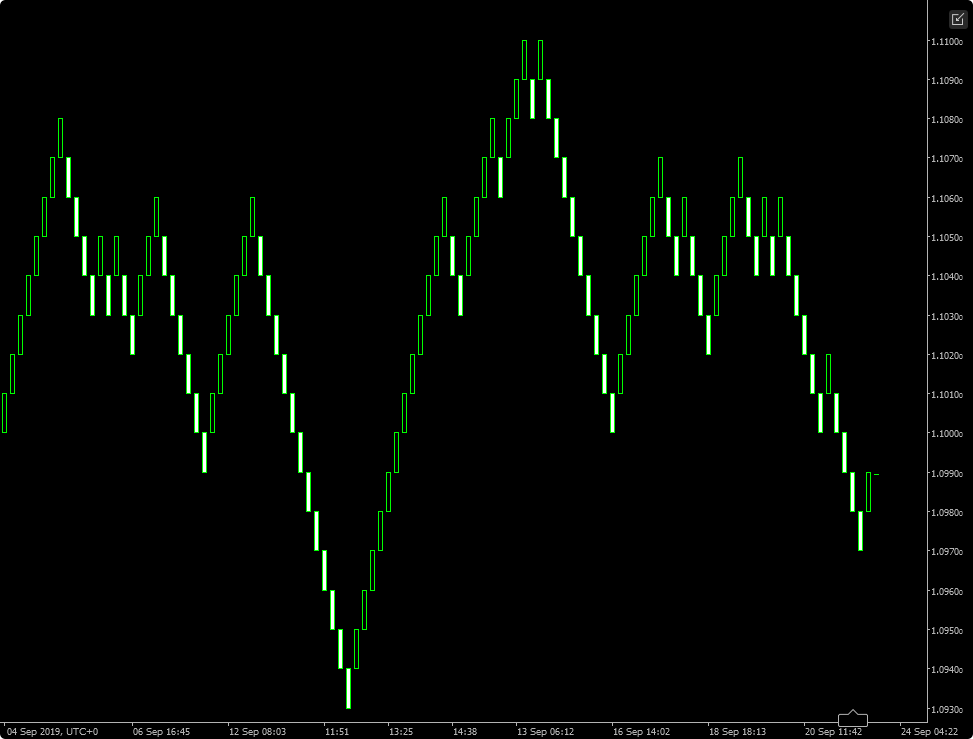
유로화/달러의 외환 시장 추세를 보여주는 렌코 차트의 예시

렌코 차트(영어: Renko chart) 또는 일본에서 렌코아시(일본어: 練行足 렌코우아시[*])는 일본에서 유래된 금융차트로 유가 증권의 변동성을 나타내 기술적 분석에 활용되는 차트이다.
렌코 차트는 각각의 "벽돌"(煉瓦, 렌가)로 구성되어 있는데, 렌코 차트의 지지자들은 이러한 "벽돌"의 구성이 일반적인 캔들스틱 차트에 비해 신호 대 잡음비를 강조하여 시장 추세를 보다 선명하게 보여주는 역할을 한다.